# Mariánská kaple (Znojmo)
Mariánská kaple ve Znojmě je zaniklá kaple ve Znojmě. Stávala na Mariánském náměstí, které nese její jméno.

## Historie

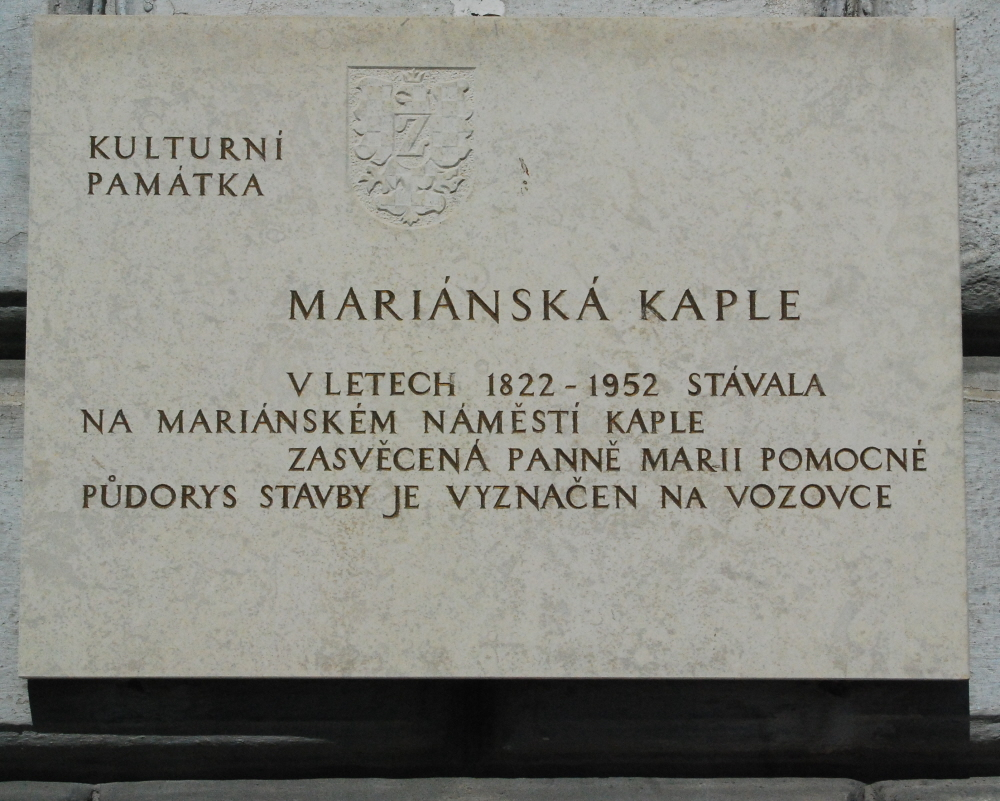
Pamětní deska kaple Panny Marie na Mariánském náměstí

Na místě kaple původně stával kamenný sloup s vyobrazením Panny Marie z roku 1730, který věnoval místní pekařský mistr Waigart nebo Weigart jako poděkování za uzdravení z těžké nemoci. Zároveň sponzoroval třikrát týdně zažehnutí lampy.
Poté, co 4. května 1818 vinici, na které se kamenný sloup nacházel, zakoupili manželé Ulrich a Barbara Scharfnitzlovi (Schafnitzovi) od rodiny Roderů z Nového Šaldorfu, přešla na ně také povinnost zajistit zachování sochy Panny Marie a provoz lampy.
Dne 13. listopadu 1821 manželé Scharfnitzlovi požádali magistrát o povolení postavit malou kapličku s kupolovou střechou a střešní lucernou na ochranu sochy, aby se předešlo nutnosti opakovaných oprav. Potřebný souhlas byl udělen 1. února 1822.
Vyšší okresní úřad však konstatoval, že se jedná o novou kapli, a proto by byl nutný souhlas biskupské konzistoře. S okresním úředním výnosem ze dne 3. dubna 1822 byl magistrát ostře napomenut za neoprávněné udělení stavebního povolení.
Dne 17. května 1822, krátce před dokončením kaple postavené okresním architektem Josefem Dämischem, došlo k následnému schválení od biskupské konzistoře. To však stanovilo podmínku, že při večerní modlitbě, která byla zvykem v oktávu svátku Navštívení Panny Marie, se kromě Věčného světla nesměly zapálit více než čtyři svíčky. Kaple byla vysvěcena večer 13. července 1822.
V roce 1840 byl v kapli instalován obraz Panny Marie namalovaný Antonem Ferenzem.
V roce 1871 Agnes Adámková prodala nemovitost s kaplí městu Znojmu. V roce 1895 však její manžel Jakob Adámek požadoval od města náhradu za kapli, neboť ta nebyla uvedena v kupní smlouvě a v kapli nadále svítil jak bylo nařízeno. Pravidelně také odebíral dary z postní pokladničky. Město Znojmo mu vyhovělo a požadovanou částku vrátilo, čímž se kaple stala majetkem města.
V rámci rekonstrukce, kterou zadalo město Znojmo v roce 1923, byl postaven válečný pomník padlým v první světové válce. Plánům na posunutí kaple asi o 100 metrů a vytvoření prostoru pro potřeby městského provozu zabránila druhá světová válka. V roce 1949 byla myšlenka na přesun obnovena, ale opět se ji nepodařilo realizovat. Protože by však v očích komunistické moci byla její existence v rozporu s plánovaným pomníkem Rudé armády na náměstí, které bylo mezitím přejmenováno na Stalingradské náměstí, byla kaple 7. ledna uzavřena a v červnu 1952 zbořena příslušníky lidových milicí. Obraz Panny Marie byl přenesen do kostela svatého Mikuláše.
Nápad přestavět kapli na Mariánském náměstí, který vznikl v minulých letech, se zatím nepodařilo uskutečnit.
Kromě pamětní desky na nedalekém domě ukazují půdorys někdejší stavby i značky zapuštěné do povrchu vozovky.